# Sig (ort)
Sig är en ort i Algeriet.   Den ligger i provinsen Muaskar, i den norra delen av landet, 300 km väster om huvudstaden Alger. Sig ligger 62 meter över havet och antalet invånare är 58 877.
Terrängen runt Sig är kuperad söderut, men norrut är den platt. Runt Sig är det ganska tätbefolkat, med 129 invånare per kvadratkilometer. Sig är det största samhället i trakten. Trakten runt Sig består till största delen av jordbruksmark.